# ساختارگرایی
ساختگرایی یا ساختارگرایی (استراکچرالیزم) (به انگلیسی: Structuralism) یکی از نظریه‌های رایج در علوم اجتماعی است. بر پایهٔ این روش فکری، تعدادی ساختار ناپیدا و ناملموس، چارچوب اصلی پدیده‌های ظاهری اجتماع را تشکیل می‌دهند.
روش ساختارگرایی در نیمهٔ دوم سدهٔ بیستم از سوی تحلیلگران زبان، فرهنگ، فلسفهٔ ریاضی و جامعه به گونه‌ای گسترده به کار برده می‌شد. اندیشه‌های فردینان دو سوسور را می‌توان آغازگاه این مکتب دانست. هرچند پس از وی ساختارگرایی تنها به زبان‌شناسی محدود نشد و در راه‌های گوناگونی بکار گرفته شد و مانند دیگر جنبش‌های فرهنگی، اثرگذاری و بالندگی آن بسیار پیچیده است، با این‌ وجود، ساختارگرایی عموماً به اندیشهٔ فرانسویِ دههٔ ۱۹۶۰ گفته می‌شود و با نام متفکرانی چون کلود لوی-استروس، رولان بارت، میشل فوکو، ژرار ژنت، لوئی آلتوسر، ژاک لاکان، آلژیر داس گره‌ماس، و ژان پیاژه آمیخته شده‌است.
ساختارگراییِ فرانسوی به رغم آن‌که با فرمالیسم روسی و شاخه‌های فرعی آن نظیر مکتب پراگ و ساختارگراییِ لهستانی پیوند تنگاتنگی دارد، به واسطهٔ تنوع خود و توانِ میان‌رشته‌ای‌اش، از آن‌ها متمایز است. ساختارگرایی به منزلهٔ مرحله‌ای فراسوی انسان‌گرایی و پدیدارشناسی، به بررسی روابط درونی‌ای می‌پردازد که زبان و نیز تمامیِ نظام‌های نمادین یا گفتمانی را می‌سازند.

## سیر تاریخی
ساختارگرایی، نخست با مطالعهٔ ساختار زبان آغاز شد. اما بعداً توسعه یافت و با دربرگرفتن موضوعات انسان‌شناختی و اسطوره‌ای، رشد و گسترش یافت. ساختارگرایان به این نتیجه دست یافتند که زبان یک ساختمان اجتماعی است؛ و هر فرهنگ، برای رسیدن به ساختارهای معنایی، روایت‌ها یا متن‌ها را وسیع و متحول می‌کند؛ و بدین شیوه، مردم می‌توانند تجارب خود را سامان دهند و معنا ببخشند.
ساختارگراییِ قرن بیستم به معنای دقیق آن با مجموعه‌ای از درس‌گفتارهای زبان‌شناس سوییسی، فردینان دوسوسور، در دانشگاه ژنو آغاز شد؛ درس‌گفتارهایی که پس از مرگ او، بر اساس یادداشت‌هایی که از آن‌ها تهیه شده بود، با عنوان دورهٔ زبان‌شناسی عمومی (۱۹۱۶) منتشر شد. ۱۲

## دیدگاه
ساختارگرایی به دنبال راهی است برای شرح و گزارش پیوند درونی‌ای که از طریق آن معنایی در یک فرهنگ ساخته می‌شود. کاربرد دوم آن که به‌تازگی دیده شده‌است در فلسفهٔ ریاضی می‌باشد. بر پایهٔ اندیشهٔ ساختارگرا معنا در یک فرهنگ از راه پدیده‌ها و کارکردهای گوناگونی که سامانهٔ معنایی را می‌سازند، بارها پدیدار می‌شود. ساختارگرایی می‌تواند به پژوهش در ساختارهای نشانه‌مندی مانند آیین‌های پرستش، بازی‌ها، نوشتارهای ادبی و غیرِادبی، رسانه‌ها و هر چه که در آن معنایی از درون فرهنگی بدست آید، بپردازد و ساختار آن را بررسی نماید.
از سوسور به بعد یافتن ساختارها، اصلی‌ترین دل‌مشغولی پژوهشگران در علوم مختلف، از جمله ادبیات گردید. تئوری نظام‌مند بودن زبان منتقدان را بر آن داشت که ادبیات را نیز نظامی همبسته بدانند و همان تمایزی را که سوسور میان زبان و گفتار می‌یافت، میان مطلق ادبیات و سبک‌های (genre) گوناگون بیابند. زبان‌شناسی ساختارگرا توجه خود را به مصادیق متنوع زبان یعنی گفتارها معطوف می‌کند. در سبک‌شناسی ساختاری هر چند، منتقد علاقه‌مندی خود را به حفظ نظریه‌پردازی در باب ادبیات حفظ می‌کند. اما اصلی‌ترین کوشش او تشریح مصادیق و الحان مختلف ادبیات، یعنی ژانرهای مختلف و چگونگی متابعت یا عدول از معیار مسلط و نُرم (norm) تثبیت شده‌است.
ساختار نظامی است متشکل از اجزایی که رابطه‌ای همبسته با یکدیگر و با کل نظام دارند، یعنی اجزاء به کل و کل به اجزاء سازنده وابسته‌اند، چنان‌که اختلال در عمل یک جزء، موجب اختلال در کارکرد کل نظام می‌شود. لوسین گلدمن در زمینه ادبیات ساختار گفته‌است: «در ادبیات منظور از ساختارگرایی بیشتر به معنای نظامی است که بر پایهٔ زبان‌شناسی استوار است… وظیفهٔ نقد ساختاری از ۳ مرحله تشکیل می‌شود:
1. استخراج اجزاء ساختار اثر
2. برقرار ساختن ارتباط موجود بین این اجرا
3. نشان دادن دلالتی که در کلیهٔ ساختار اثر هست.

اما آنچه در نقد ساختاری بیشترین اهمیت را دارد آن است که این روش نمی‌کوشد تا معانی درونی اثر را آشکار کند، بلکه کوشش آن بر این است که سازه‌های یک متن را استخراج کند. به‌گفتهٔ لوی استروس، شاید روش ساختارگرایی چیزی بیش از این نباشد، تلاش برای یافتن عنصر دگرگونی‌ناپذیر در میان تمایزهای سطحی.
این گفته در واقع جان‌مایهٔ ساختارگرایی را روشن می‌سازد. ساختارگرا باید تمایزهای سطحی و ظاهری بین متون را کنار زده، تا به آن عنصر یکه و ثابت متون همپایه دست یابد.
اگر بخواهیم به آغازگاه ساختارگرایی بازگردیم، بی‌شک باید به اصلی‌ترین متن آغازی تاریخی آن، یعنی نظریهٔ بوطیقا (Poetics) یا فن شعر ارسطو (و نیز رسالهٔ فن شاعری هوراس) بازگردیم. هنگامی که ارسطو می‌گوید: «پس به حکم ضرورت، در تراژدی شش جزء وجود دارد که تراژدی از آن‌ها ترکیب می‌یابد و ماهیت آن، بدان شش چیز حاصل می‌گردد». به‌واقع کاری جز استخراج اجزاء تراژدی و یافتن سازه‌های سازنده آن نمی‌کند. نکتهٔ جذاب این است که خودِ اصطلاح Poetics از واژهٔ یونانی Poetikos به معنای شناخت ساختار ادبی و از ریشهٔ Poesis به معنای ساختن اخذ شده‌است.
اما نقد ساختاری به معنای امروزی آن، در واقع در حدود دههٔ ۱۹۶۰، به منظور به کار بستن روش‌ها و دریافت‌های سوسور در عرصهٔ ادبیات شکوفا شد. ما در واقع تاکنون چیزی جز نظریات ساختارگرایان در باب ادبیات بیان نکرده‌ایم.
در حالی که ساختارگرایی همواره سویه‌های متفاوت و جذابی یافته‌است: میشل فوکو کوشید تا با مطالعهٔ ریزنگارانه اسناد تاریخی، ساختار و سویهٔ تاریخ بند باورها و نهادها (همچون طرد دیوانگان از جامعه، زایش درمانگاه، تاریخ پزشکی، تاریخ مجازات و زندان و تاریخ جنسیت) را عیان سازد. موضوعات موردِ پژوهش وی، چه در درون‌مایه و چه در ظاهر با تحقیقات رایج تاریخی متفاوت است. ژاک لاکان سعی نمود تا با بهره‌گیری از دو تفکر مسلط روزگار خود، یعنی روان‌کاوی فروید و زبان‌شناسی سوسور، اختلالات روانی تشریح کرده و روان‌شناسی ساختارگرا را بنیان نهد.

## ساختارگرایان برجسته
- فردینان دو سوسور
- رومن جاکوبسون
- کلود لوی-استروس
- رولند برتس
- ژاک لاکان
- لوئی آلتوسر
- ژولیا کریستوا